# Луций Сей Страбон
Лу́ций Сей Страбо́н (лат. Lucius Seius Strabo; умер, предположительно, в 16 году, Рим, Римская империя) — древнеримский военный и государственный деятель, руководивший по смерти императора Августа преторианской гвардией вместе со своим сыном Сеяном. После в качестве префекта управлял Египтом. По воле Страбона, пасынок Августа был назначен сонаследником значительной части его имущества.

## Биография
Благодаря одной надписи, обнаруженной в Вольсиниях, известно имя матери Луция Сея Страбона — Теренция, дочь Авла, которая, предположительно, могла приходиться дочерью курульному эдилу около 44 года до н. э. Авлу Теренцию Варрону Мурене. По сообщению крупного античного анналиста Корнелия Тацита, Страбон родился в Вольсиниях и принадлежал к Помптинской трибе. 
Известно, что в своё время Луций Сей был объявлен «принцепсом всаднического сословия». В конце правления Октавиана Августа он был назначен префектом претория. После смерти Августа в 14 году Страбон принёс присягу новому императору, Тиберию. В том же году Тиберий назначил коллегой Страбона по префектуре его сына Луция Элия Сеяна.
В скором времени Луций Сей был переведён на вакантную должность префекта Египта и занимал её, примерно, в 15—16 годах. В 16 году Страбон скончался, успев назначить Тиберия наследником значительной части своего состояния.

## Потомки
Первым браком Луций Сей был женат на Юнии Блезе, сестре Квинта Юния Блеза. В этом браке родился сын — будущий префект претория Луций Элий Сеян. Возможно также, что Страбон усыновил сына Юнии от её первого брака, Луция Сея Туберона, консула-суффекта в 18 году. Вторым браком он был женат на Косконии Галлите, дочери консула-суффекта 10 года Сервия Корнелия Лентула Малугинена.